# Astrocharis ijimai
Astrocharis ijimai is een slangster uit de familie Astrocharidae.
De wetenschappelijke naam van de soort werd in 1911 gepubliceerd door Matsumoto.